# ÖFB-Cup 1990-1991
La ÖFB-Cup 1990-1991 è stata la 57ª edizione della coppa nazionale di calcio austriaca.

## Ottavi di finale
| Squadra 1             | Risultato   | Squadra 2          |
| --------------------- | ----------- | ------------------ |
| 9 aprile 1991         |             |                    |
| Deutschlandsberger SC | 1 - 3       | Rapid Vienna       |
| LUV Graz              | 1 - 0       | LASK               |
| WGFM Donaufeld        | 1 - 2       | Sturm Graz         |
| Vösendorf             | 1 - 3       | FC Salisburgo      |
| Swarovski Tirol       | 2 - 3       | Austria Salisburgo |
| Stockerau             | 3 - 2       | Admira/Wacker      |
| Wiener SC             | 3 - 2 (dts) | Grazer AK          |
| 10 aprile 1991        |             |                    |
| FavAC                 | 1 - 2 (dts) | VÖEST Linz         |

## Quarti di finale
| Squadra 1      | Risultato   | Squadra 2          |
| -------------- | ----------- | ------------------ |
| 23 aprile 1991 |             |                    |
| FC Salisburgo  | 1 - 5       | Rapid Vienna       |
| LUV Graz       | 2 - 1       | Sturm Graz         |
| Stockerau      | 3 - 1       | VÖEST Linz         |
| Wiener SC      | 1 - 0 (dts) | Austria Salisburgo |

## Semifinale
| Squadra 1     | Risultato | Squadra 2    |
| ------------- | --------- | ------------ |
| 8 maggio 1991 |           |              |
| LUV Graz      | 0 - 1     | Rapid Vienna |
| Stockerau     | 1 - 0     | Wiener SC    |

## Finale
| Squadra 1      | Risultato | Squadra 2    |
| -------------- | --------- | ------------ |
| 31 maggio 1991 |           |              |
| Stockerau      | 2 - 1     | Rapid Vienna |